# Aubiac, Gironde

Aubiac este o comună în departamentul Gironde din sud-vestul Franței. În 2009 avea o populație de 244 de locuitori.

## Evoluția populației
| An        | 1975 | 1982 | 1990 | 1999 | 2006 | 2009 |
| --------- | ---- | ---- | ---- | ---- | ---- | ---- |
| Populație | 125  | 166  | 206  | 259  | 248  | 244  |